# West Entrance Station
La West Entrance Station est une station de rangers américaine dans le comté de Flathead, dans le Montana. Protégée au sein du parc national de Glacier, elle est inscrite au Registre national des lieux historiques depuis le 4 avril 1996.